# Nicolaus Serarius
Nicolaus Serarius, né le 5 décembre 1555 à Rambervillers (France) et décédé le 30 mai 1609 à Mayence en électorat de Mayence, est un prêtre jésuite français, exégète et historien ecclésiastique.

## Biographie
Il entame ses études à Remiremont. De 1569 à 1573, il suit des études de philosophie à Cologne. Le 3 mars 1573 il entre au noviciat jésuite de Cologne. Durant cette première formation spirituelle, ses supérieurs religieux reconnaissent ses dons pour la théologie et l'envoient étudier les sciences sacrées à Wurtzbourg. Bientôt il y enseigne la grammaire, les lettres, la rhétorique et la philosophie. 
Lorsqu'en 1582 l'université de Wurtzbourg est fondée par le prince-évêque Julius Echter von Mespelbrunn, Serarius fait partie de la faculté de philosophie et joue un rôle important, comme orateur, lors des séances solennelles. De 1589 à 1590, il est vice-recteur de l'université. En 1591, il est enseignant (docent) pour la métaphysique. À partir de 1595, il enseigne la théologie au collège des Jésuites à Mayence. Il laisse des commentaires sur la Bible (1611) et des Prolégomènes sur l'Ecriture-Sainte (Paris, 1704).
En 1610, dans son Commentaire sur le livre de Josué, il dénonce le caractère doctrinalement dangereux du modèle copernicien, allant jusqu'à parler d'« hérésie » à son sujet.

## Publications
Son œuvre considérable sur l'Histoire de Mayence n'a jamais été compilée ni publiée intégralement.
- Moguntiacarum Rerum ab initio usque ad reverendissimus et illustrissimus hodiernum Archiepiscopum, ac Electorem, Dominum D. Ioannem Schwicharum Libri quinque. Mayence, 1604.
- Lutheroturcicae Orationes, quarum, post praefationum, indiculus ; scriptae, dictae, Mayence, 1604 (lire en ligne).
- Minerval, divinis Hollandiae Frisiaeque Grammaticis, J. Scaligero et J. Drusio Trihaeresii auctati ergo, Mayence, 1605 (lire en ligne)
- (la) Florimond de Raemond, Nikolaus Serarius et Jean-Charles de Raemond, Error popularis, seu Fabula Joannae, quae pontificis Romani sedem occupasse falso credita est, Coloniae, Petrum Henningium, 1614, 349 p. (lire en ligne).

Histoire de l'évêché de Mayence

## Sources
- Paul Ackermann, Dictionnaire biographique universel et pittoresque, contenant 3,000 articles environ de plus que la plus complète des biographies publiées jusqu'à ce jour, Aimé André (libraire-éditeur), 1834.